# تيموثي ماكليستر
تيموثي ماكليستر (بالإنجليزية: Tim McAllister)‏ هو مهندس ومهندس الصوت أمريكي، ولد في 22 أكتوبر 1962.

## وصلات خارجية
- تيموثي ماكليستر على موقع ميوزك برينز (الإنجليزية)
- تيموثي ماكليستر على موقع أول ميوزيك (الإنجليزية)
- تيموثي ماكليستر على موقع ديسكوغز (الإنجليزية)